# 牧墨僊
牧 墨僊（まき ぼくせん、安永4年〈1775年〉- 文政7年4月8日〈1824年5月6日〉）とは、江戸時代後期の浮世絵師、銅版画家。尾張藩士。

## 来歴
葛飾北斎の門人。姓は牧、名は信盈（のぶみつ）。通称新次郎、寛政5年（1793年）に登と改名、さらに文化7年（1810年）、助左衛門（あるいは助右衛門）を襲名した。月斎、峨眉丸、歌政、月光亭主人、北亭、北僊、墨仙、百斎、酔墨山人、画狂人、斗岡楼、慶遊斎などと号した。狂歌名は竹風庵。
尾張藩の家臣の家に生まれ、寄合組に属し、名古屋鍛冶屋町下新道北西角（現･名古屋市中区鍛冶屋町）に住んでいた。安永8年（1779年）、100石を与えられて馬廻組に入る。初めはおそらく参勤交代で江戸に出て、喜多川歌麿の門人となったと推測されている。寛政（1789年-1801年）後期から享和3年（1803年）まで、月斎峨眉丸あるいは鳥文斎と称して、狂歌絵本や狂歌俳諧の摺物など文芸方面と関わりを持つ仕事を中心にしつつ、「芸妓立姿図」（東京国立博物館所蔵）のような鳥文斎栄之風の肉筆美人画などを描いた。
寛政6年（1794年）御書院番になり、加増されて150石取りになった。
同年刊行の自作の艶本｢笑本東都名所図会｣に、｢鳥文画｣と落款している。享和元年（1801年）銅版画を制作。これは司馬江漢に次ぎ、松原右仲や亜欧堂田善とほぼ同時期にあたり、日本の銅版画史上の中でも比較的早い時期に属する。ただし墨僊が銅版画の技法をどこから学んだかは諸説あってはっきりしない。
享和3年（1803年）刊行の「寿福百人一首教鑑」には、喜多川歌政･東都峨眉丸と落款している。寛政8年（1796年）の俳諧本「常棣」において初めて歌政と称し、以降文化3年（1806年）まで歌政と称した。また文化4年（1807年）の春から歌政の号は弟子の沼田月斎に譲り、自身は墨僊の号を使用する。文化9年（1812年）、北斎が関西へ行く途中で名古屋に滞在したとき北斎の門人となり、肉筆画、絵手本、絵本及び細判摺物、版本の挿絵を描いたが、一枚摺の錦絵はほとんど残していない。
文化14年（1817年）から馬廻組に戻っている。
その後、文政7年（1824年）に刊行された狂歌絵本「弄花集」において竹風庵歌政月斎と記していることから、牧墨僊と月斎峨眉丸は同一人とする説があるが、両者の作品を比べるとその画風は異なる。
著作として絵本『写真学筆』、『真景画苑』、『画賛図集』、『一宵話』、『北帝夷歌集』、『栄玉画鑑』、『狂画苑』などの他銅版画を自刻し、「瘍科精選図解」や「蕃舶図」、「天球図」といった数種の作品が挙げられる。また、葛飾北斎の「北斎漫画」の初編は牧墨僊邸で描かれた作品とされている。文化11年（1814年）刊行の「北斎漫画」に尾張校合門人として名を連ねている。

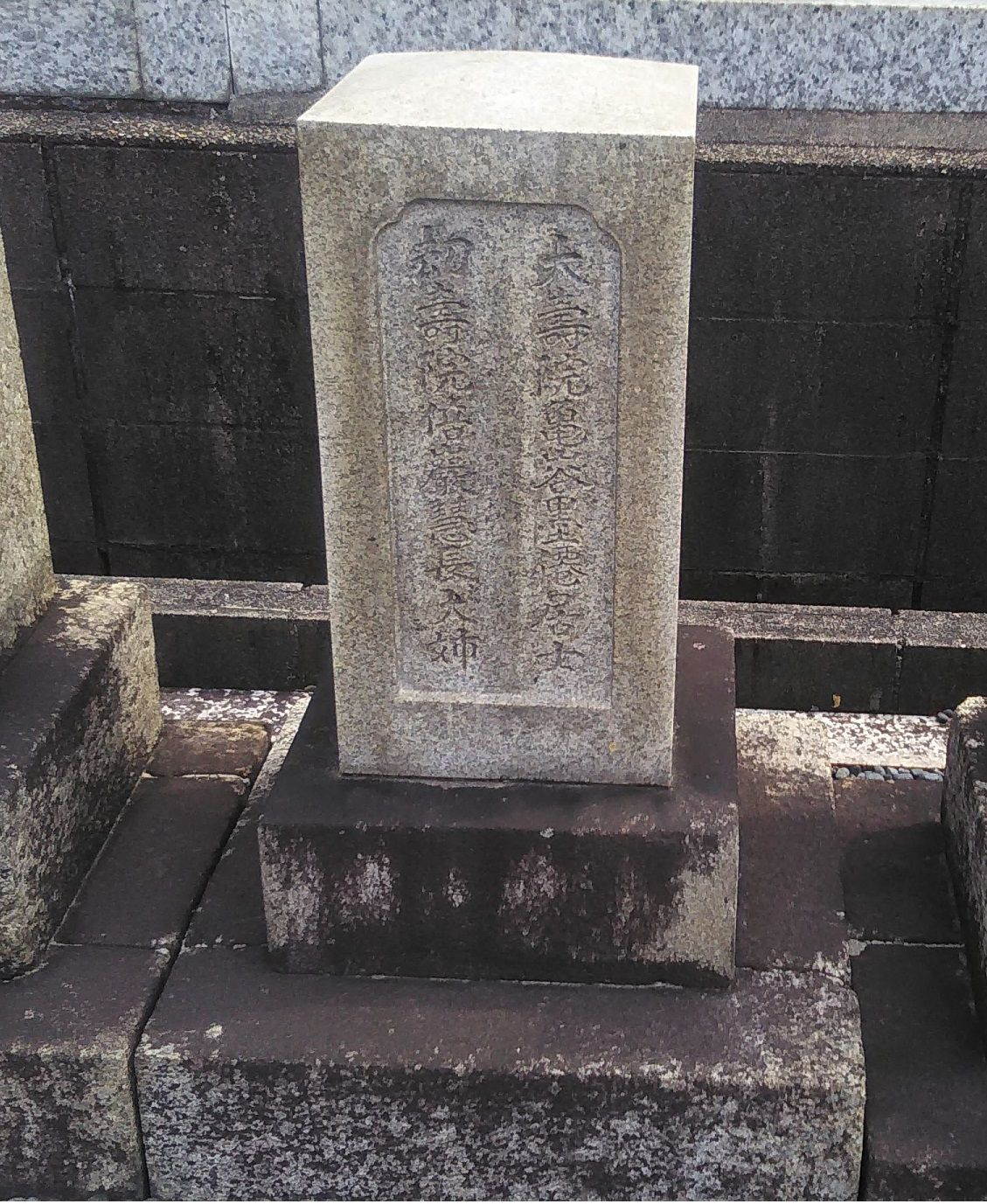
牧墨僊の墓(名古屋市平和公園)

享年50。墓地は名古屋市平和公園（名古屋市千種区）内にある萬松寺墓地。法名は大寿院亀岩墨僊居士。
喜多川歌麿と葛飾北斎という浮世絵界の二大巨匠に学んだことと、中京における銅版画の創始者となったことは特筆される。門人に、沼田月斎、森玉僊らがいる。

## 作品
- 『腕木門と垣根』　摺物　文化4年　落款「先歌政墨僊画」
- 『女諸礼重宝三十六歌仙　寿福百人一首教鑑』　絵本　享和3年　落款「喜多川歌政画」「東都峨眉丸」
- 『瘍科精選図解』　医書　文政2年　銅版画入り　落款「百斎墨僊」「墨仙牧信盈」
- 『名古屋見物四編の綴足』宮の渡し　口絵　落款「墨僊写」

### 牧墨僊落款
| 作品名   | 技法     | 形状・員数 | 寸法（縦x横cm） | 所有者                                         | 年代 | 款記・印章               | 備考 |
| -------- | -------- | ---------- | --------------- | ---------------------------------------------- | ---- | ------------------------ | ---- |
| 官女図   | 絹本着色 | 1幅        |                 | 静嘉堂文庫美術館                               |      | 款記「墨僊」             |      |
| 西王母図 | 絹本着色 | 1幅        | 117.5x41.7      | 名古屋市博物館                                 |      | 款記「墨僊」/白文方印2顆 |      |
| 二美人図 |          |            |                 | マサチューセッツ州・スプリングフィールド美術館 |      |                          |      |

### 月斎峨眉丸落款
| 作品名     | 技法     | 形状・員数 | 寸法（縦x横cm） | 所有者                 | 年代 | 款記・印章                            | 備考                                                                      |
| ---------- | -------- | ---------- | --------------- | ---------------------- | ---- | ------------------------------------- | ------------------------------------------------------------------------- |
| 美人図     | 絹本着色 | 1幅        |                 | 摘水軒記念文化振興財団 |      |                                       |                                                                           |
| 芸妓立姿図 | 絹本着色 | 1幅        | 83.3x31.2       | 東京国立博物館         |      | 款記「月斎峩眉丸畫」/「峩眉」朱文円印 | 本居大平賛「今めしき その代のすかたふりにけり 今のすかたも 今やふりなむ」 |
| 二美人図   | 絹本着色 | 1幅        |                 | 名古屋市美術館         |      |                                       |                                                                           |